# Юаса, Тосико
Тосико Юаса (яп. 湯浅年子, 11 декабря 1909 — 1 февраля 1980) — японский физик-ядерщик, впоследствии работавшая во Франции. Известна как первая японская женщина-физик.

## Ранние годы
Юаса родилась в токийском районе Тайто в 1909 году. Её отец был инженером в Японском патентном бюро, а мать была родом из традиционной образованной семьи; Тосико была шестым ребёнком в семье из семи. Она посещала занятия научного отделения Токийской высшей педагогической школы для женщин (сейчас университет Отяномидзу) c 1927 вплоть до окончания в 1931 году. Затем она поступила на физический факультет Токийского университета Бунрика (сейчас Цукубский университет), став первой женщиной в Японии, которая изучала физику. В 1934 году она окончила университет.

## Карьера учёного
Юаса начала преподавать в Токийском университете Бунрика в качестве помощника ассистента на неполный рабочий день с 1934 года. Там же она начала исследования в области молекулярной спектроскопии. В 1935 году она стала преподавателем в Токийском женском христианском колледже, в котором проработала вплоть до 1937 года. На следующий год её пригласили на должность доцента в Токийскую высшую педагогическую школу для женщин.
Юаса была воодушевлена открытием искусственной радиоактивности супружеской парой Ирен и Фредериком Жолио-Кюри в Институте Радия в Париже. Из-за проблем в исследовательской деятельности в Токио Юаса отправилась в Париж в 1940 году, даже несмотря на то, что Европа была охвачена военными действиями. Она работала под началом Фредерика Жолио-Кюри в Коллеж де Франс, где исследовала альфа и бета-частицы, излучаемые искусственными радиоактивными ядрами, и энергетический спектр бета-частиц. В 1943 году она была удостоена докторской степени за диссертацию «Непрерывный спектр бета-излучения, генерируемый искусственной радиоактивностью» (фр. Contribution à l'étude du spectre continu des rayons β− émis par les corps radioactifs artificiels).
В августе 1944 года вследствие успешной высадки союзников в Нормандии Юаса была вынуждена уехать из Парижа в Берлин. Она продолжила свои исследования в лаборатории Берлинского университета и разработала спектрометр оригинальной конструкции, предназначенный для измерений энергетических спектров бета-излучения. В 1945 году по приказу советских властей она вернулась в Японию; ей пришлось путешествовать, перевозя спектрометр на спине. После возвращения в Токио она восстановилась в Токийской высшей педагогической школе для женщин, но уже в качестве профессора. Она не смогла продолжить свою предыдущую научную работу, к тому же американские оккупационные силы запретили ядерные исследования в Японии. В период с 1946 по 1949 годы она работала в центре Нисина-Рикэн в отделении ускорения заряженных частиц и преподавала в Киотском университете в 1948—1949 годах.
Юаса вернулась во Францию в мае 1949 года на должность научного сотрудника в Национальном центре научных исследований (CNRS), при этом занимая по совместительству должность профессора в университете Отяномидзу. Она решила навсегда остаться во Франции в 1955 году, уйдя в отставку в Отяномидзу. В CNRS она начала исследования по изучению бета-распада с помощью камеры Вильсона, и опубликовала в 1954 году статью, предупреждающую об опасности испытания водородной бомбы на атолле Бикини. В 1957 году в CNRS её повысили до должности главного научного сотрудника (фр. maître de recherche). Впоследствии она начинает исследования по изучению ядерных реакций на фазотроне примерно в 1960 году, и уже в 1962 году удостаивается докторской степени в Киотском университете за диссертацию «Переход Гамова-Теллера инвариантного взаимодействия при бета-распаде 6He» (фр. Étude du type d’invariant de l’interaction Gamow-Teller en désintégration β− de 6He).

## Отставка, смерть и научное наследие
Юаса уволилась из CNRS в 1974 году, но с 1975 года занимала должность почётного научного сотрудника. Она получила медаль Почёта с пурпурной лентой от правительства Японии в 1976 году за усилия по содействию в культурном обмене между Францией и Японией.
В январе 1980 года была госпитализирована в центр Генри-Беккереля в Руане, где 1 февраля 1980 года умерла от рака в возрасте 70 лет.
Юаса была посмертно удостоена ордена Драгоценной короны третьего класса в 1980 году. Университет Отяномидзу в 2002 году учредил в её честь именную премию, которая играет роль спонсорской поддержки, способствующей исследовательской деятельности молодых женщин-учёных во Франции.